# Конгс-фьорд

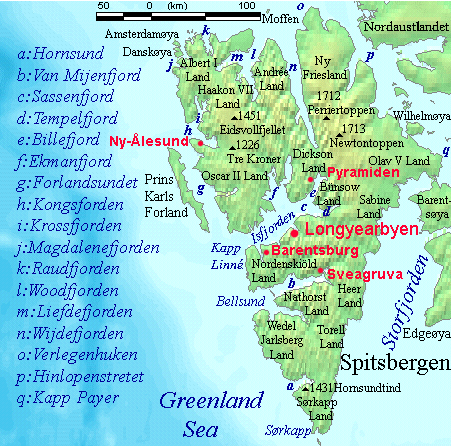
Конгс-фьорд отмечен на карте буквой h.

Конгс-фьорд (норв. Kongsfjorden) — фьорд, врезающийся в западное побережье острова Западный Шпицберген (архипелаг Шпицберген, Норвегия).
Длина фьорда составляет 26 км, ширина — от 4 до 9 км. В основании фьорда лежат два ледника: Кронебрин и Конгсвеген. На южном берегу расположен населённый пункт Ню-Олесунн. Конгс-фьорд является важным местом для кормёжки морских млекопитающих и птиц.